# Lorenzo Garza
Lorenzo Garza Arrambide  (Monterrey, Nuevo León, 14 de noviembre de 1909 - Ciudad de México, 21 de septiembre de 1978) fue un torero mexicano. Por su calidad de toreo se le conoció como Lorenzo el Magnífico y por los escándalos que llegó a protagonizar en el ruedo provocando polémica, división de opiniones y grandes broncas, inclusive con las autoridades tanto civiles como del coso, se le conoció como el Ave de las Tempestades.[cita requerida]

## Biografía

### Novillero
Atraído por la fiesta brava brincó al ruedo como espontáneo el 27 de septiembre de 1927. En 1929 se presentó como novillero en Saltillo, Coahuila. Cortó una oreja en El Toreo de la colonia Condesa de la Ciudad de México el 3 de mayo de 1931, debido al éxito obtenido se presentó nuevamente el 17 de mayo repitiendo la hazaña con novillos de La Laguna. El 6 de septiembre, en una tarde memorable, salió cargado en hombros de la plaza junto con los otros dos novilleros, Eduardo Tercero y Edmundo Zepeda. En 1932 realizó una temporada en España, participó en quince novilladas. Al año siguiente, debutó en Madrid el 19 de marzo. Volvió a presentarse el 20 de abril, pero en esta ocasión fue cornado de gravedad en el muslo izquierdo.

### Torero
Tomó la alternativa el 6 de agosto de 1933 en Santander, siendo Pepe Bienvenida su padrino y Antonio García “Maravilla” el testigo. Tras haber sufrido tres fracasos consecutivos, decidió volver a actuar como novillero. Alternó con Luis Castro “el Soldado”, al adquirir nuevamente prestigio decidió volver a tomar la alternativa el 5 de septiembre de 1934 en Aranjuez, su padrino fue Juan Belmonte y el testigo Marcial Lalanda. El 25 de noviembre de 1934 confirmó su alternativa en la Ciudad de México con el toro Tabaquero, su padrino fue Jesús Solórzano y el testigo Antonio García “Maravilla”, en esa temporada comenzó a convertirse en uno de los toreros favoritos del público mexicano. El 3 de febrero se presentó en el Toreo de la Condesa en un mano a mano con  Alberto Balderas, conocido como "El Torero de México", pero éste fue cornado en la ingle por el primer toro de la tarde, Lorenzo Garza tuvo que torear a los seis astados, dio vuelta al ruedo con los cuatro primeros y a los últimos dos les cortó las orejas y el rabo. Salió en hombros de la plaza en compañía del ganadero.
El 14 de abril de 1935 confirmó su alternativa en Madrid con el toro Cazador, su padrino fue Manuel Jiménez “Chicuelo” y Joaquín Rodríguez “Cagancho” el testigo. El 29 de septiembre cortó un rabo en Madrid. Por el conflicto suscitado entre toreros españoles y mexicanos dejó de presentarse en España. Volvió a torear en 1945, pero fue cornado el 30 de julio en Barcelona. En 1963 se inauguró la Monumental de Monterrey Lorenzo Garza en su honor.

### “El Ave de las Tempestades”
El extorero y periodista José Jiménez Latapí “Don Dificultades” lo apodó “el Ave de las Tempestades” haciendo alusión al petrel, ave marina que solo abandona su nido cuando aparecen en el horizonte rayos y truenos. Lorenzo Garza se caracterizó por tener tardes extremas: o bien de triunfo total, o bien de fracaso, bronca y escándalo. En una ocasión se subió a los tendidos con la espada en la mano para confrontar a un aficionado que presumiblemente lo había insultado. Una tarde de 1947 alternó con Manuel Rodríguez Manolete, su actuación fue tan mala que el público destrozó los carteles publicitarios, quemó las almohadillas y arrancó el reloj de la plaza. Lorenzo Garza llegó a pasar una noche en la prisión del Carmen vestido con su traje de luces.
A pesar de los escándalos que protagonizó, se le considera uno de los mejores exponentes del pase natural, el cual llegó a ejecutar arrodillado. Son recordadas las faenas que hizo a Amapolo, Príncipe Azul, Terciopelo, Rabioso y  Gitanillo —éste llegó a cornarlo. El 5 de noviembre de 1965 fue la última tarde en que toreó, regresó de su retiro para ser padrino de Manolo Martínez con Humberto Moro como testigo. Murió el 20 de septiembre de 1978 en la Ciudad de México.

## Filmografía
- Novillero, en 1937.
- Un domingo en la tarde, en 1938.
- Toros, amor y gloria, fue productor y escritor del guion cinematográfico, actuó con Sara García y María Antonieta Pons, la película fue dirigida por Raúl de Anda en 1943.[5]
- Torero, documental, en 1956.